# Rato (zodíaco)
O Rato (子) é um dos animais do ciclo de 12 anos que aparece no Zodíaco da Astrologia chinesa e no Calendário chinês.
- Zang-Fu: Dan (Zu Lin Qi abre Dai Mai)
- Anatomia: Vesícula Biliar
- Canal 5 Shen: Hun Yang
- Nível Energético: Shao Yang Pé
- Deus Grego: Dioniso
- Ligação: Gato (Coelho)

## Atributos
Criativo, solucionador de problemas, imaginativo, trabalhador hiperativo e respeitado por sua capacidade em resolver situações difíceis. Intuitivo, com a capacidade de adquirir e preservar coisas e valores. A personalidade exterior é certamente atraente, mas sob a superfície frequentemente reside um caráter astucioso e oportunista. Em questões financeiras são erráticos, vivendo com pouco, gastando menos e pesquisando preços quando o dinheiro é escasso, mas gastando prodigamente em vez de poupar, em épocas de abundância.

## Nascidos sob o signo de Rato
Lembre-se de que esta é a data do Hemisfério Norte, pois há uma diferença entre os 2 Hemisférios citada na página Feng Shui
| Data de nascimento | Data de nascimento | Signo e Elemento | Ref.  |
| Início             | Fim                | Signo e Elemento | Ref.  |
| ------------------ | ------------------ | ---------------- | ----- |
| 05/02/1924         | 24/01/1925         | Rato de Madeira  | [ 1 ] |
| 24/01/1936         | 10/02/1937         | Rato de Fogo     | [ 1 ] |
| 10/02/1948         | 28/01/1949         | Rato de Terra    | [ 1 ] |
| 28/01/1960         | 14/02/1961         | Rato de Metal    | [ 1 ] |
| 15/02/1972         | 02/02/1973         | Rato de Água     | [ 1 ] |
| 02/02/1984         | 19/02/1985         | Rato de Madeira  | [ 1 ] |
| 19/02/1996         | 06/02/1997         | Rato de Fogo     | [ 1 ] |
| 07/02/2008         | 25/01/2009         | Rato de Terra    | [ 1 ] |
| 25/01/2020         | 11/02/2021         | Rato de Metal    | [ 1 ] |

## Tipos de Rato
- Metal: auto-confiantes, esforçados, prestativos, solucionadores de problemas, individualistas e com dificuldade em expressar seus pontos positivos.
- Madeira: amantes da liberdade, imaginativos, altamente fundamentados e sem muitos amigos próximos.
- Água: introvertidos, criativos, aventureiros até encontrar um porto seguro, sistemáticos e crentes na justiça. Água é o elemento fixo e natural do Rato.
- Fogo: simpáticos, agressivos, sem se importar com as consequências oriundas de suas más ações. Com um pouco de "controle", ganhariam mais amigos.
- Terra: materialistas, esforçados e detestam rotina. Não desistir ao encarar uma derrota os levarão ao sucesso.